# Thalassoma pavo
El pez verde, fredi o fredí (Thalassoma pavo) es un lábrido que habita en las costas del Atlántico oriental, desde el norte de Portugal hasta el sur de Senegal, incluyendo los alrededores de las Azores, Madeira, Canarias y Cabo Verde, así como el Mediterráneo.

## Morfología
Se trata de peces de aspecto alargado y cabeza redondeada, rematada. La coloración es variable según el estado de desarrollo, si bien los juveniles son de color verdoso. Presentan dimorfismo sexual. Las hembras son de menor tamaño, con un color anaranjado y líneas verticales verdes brillantes; los machos pueden alcanzar 25 cm de longitud total, con cuerpo de color marrón con líneas de tonalidad verdosa, poseen tonos azulados y rojizos en la cabeza y una mancha negra en el dorso.

## Hábitat
Propios de fondos rocosos y de praderas de fanerógamas marinas, como Posidonia oceanica, se encuentran desde la línea de costa hasta los 50 m de profundidad.

## Comportamiento
Muy activos durante el día, capaces de resistir el embate de las olas cuando hay temporales. Los machos son territoriales, sobre todo en el verano, la época de reproducción, en la cual protegen un harén. Se entierran en áreas arenosas por la noche sacudiendo vigorosamente la cola, pasando la noche de costado en la arena.

## Alimentación
Los juveniles actuarán como peces limpiadores, alimentándose de los ectoparásitos extraídos de la piel de otros peces. La dieta de los adultos se compone de moluscos, crustáceos y equinodermos.

## Reproducción
Son hermafrodita proterogínicos: las hembras pueden convertirse en machos, según la proporción de sexos en la población. Esto significa que la población está dominada por una gran cantidad de hembras jóvenes y fértiles que pueden producir una gran cantidad de huevos. Los machos solitarios mayores y más grandes son menos numerosos ya que sufren una mayor presión de depredación. Los huevos son pelágicos: son puestos directamente en la corriente de agua, que los dispersa.

## Galería de imágenes

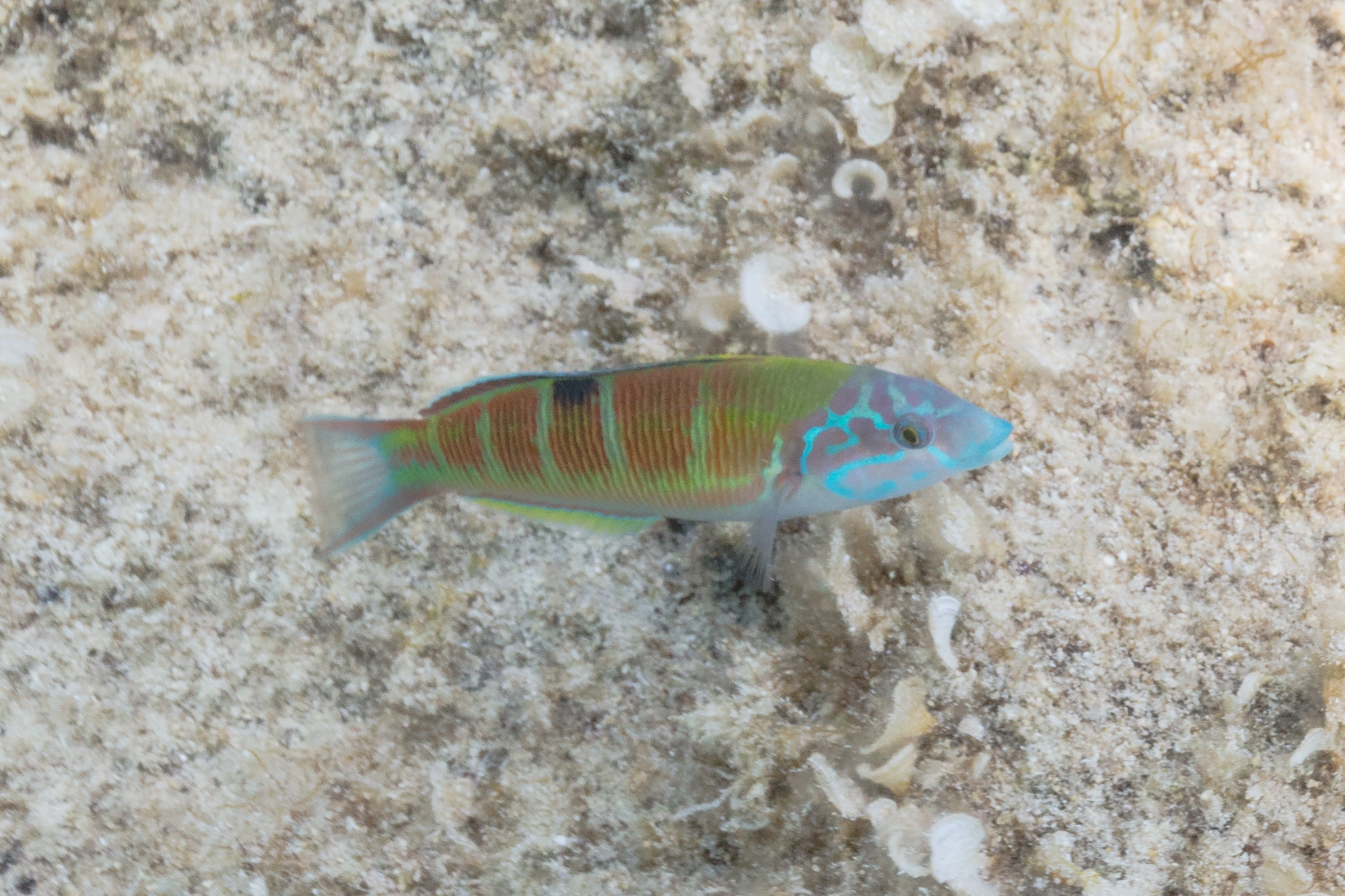
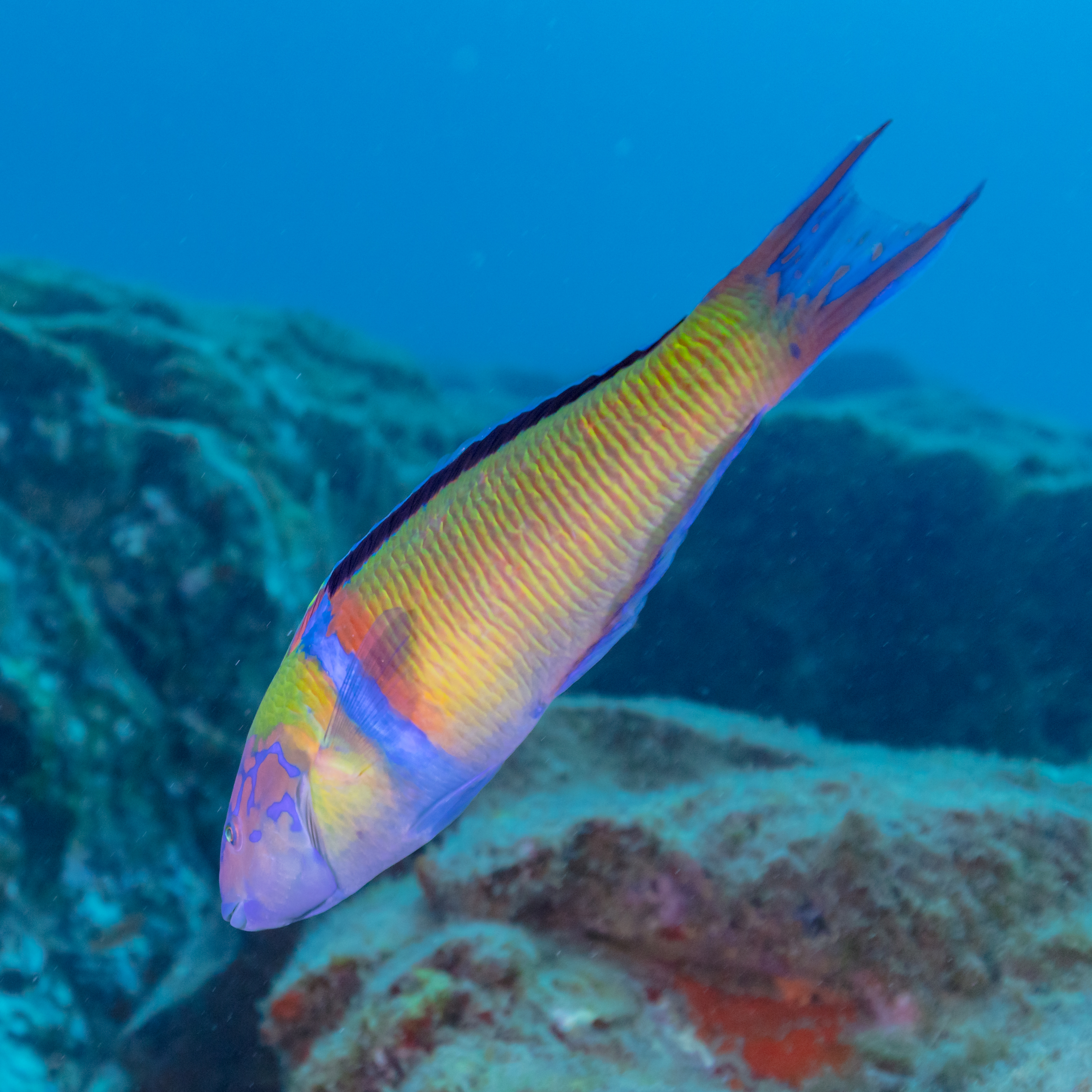
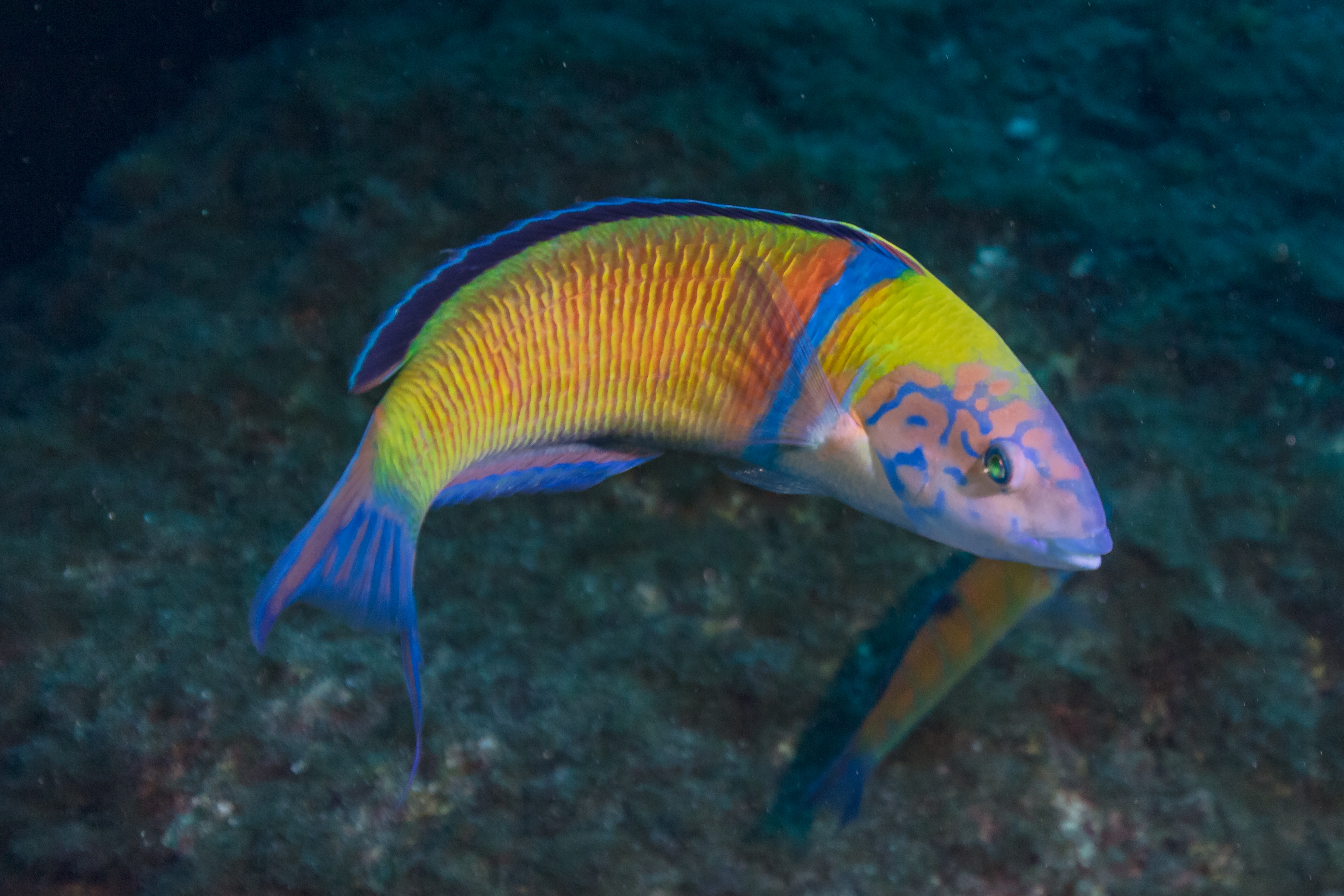
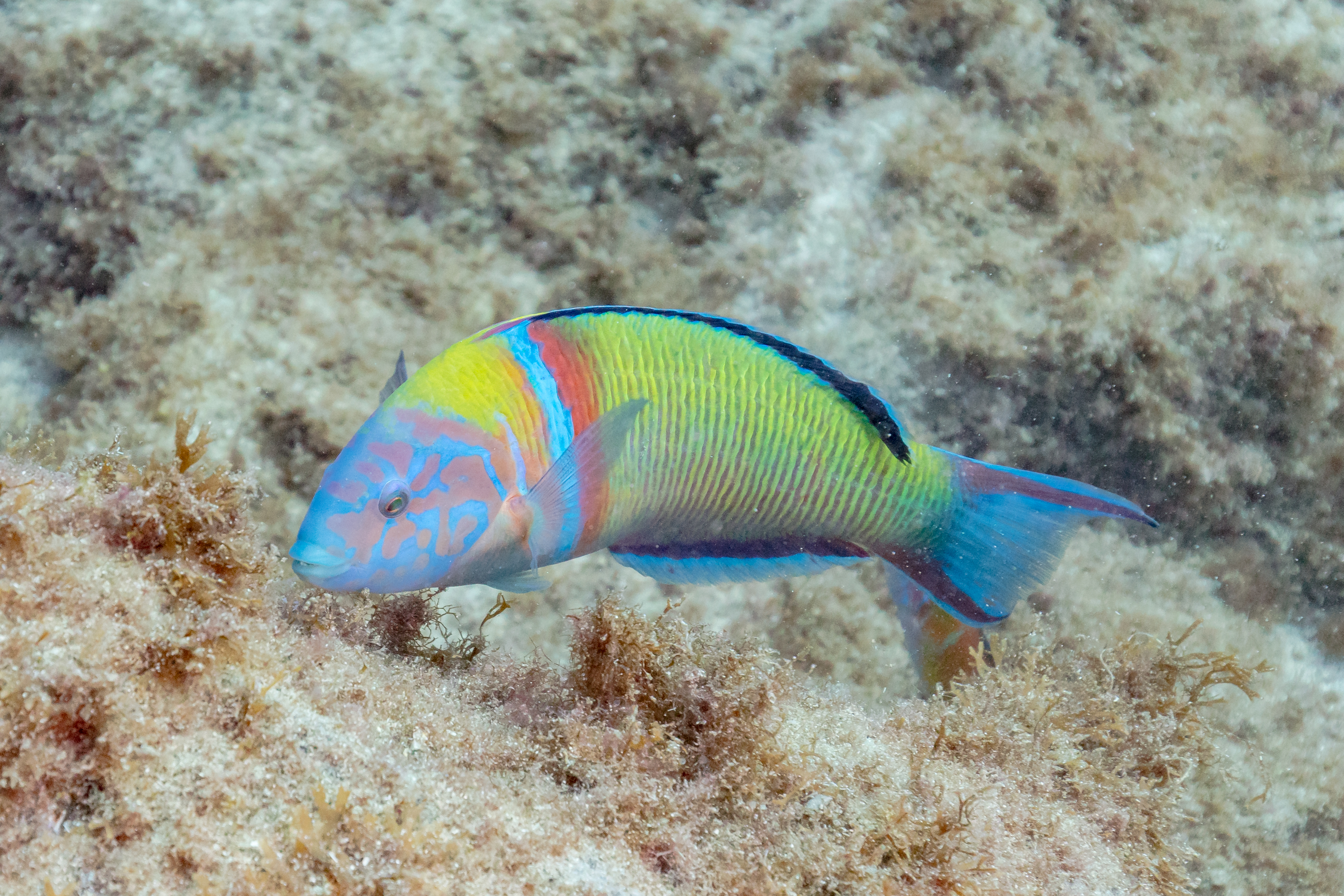
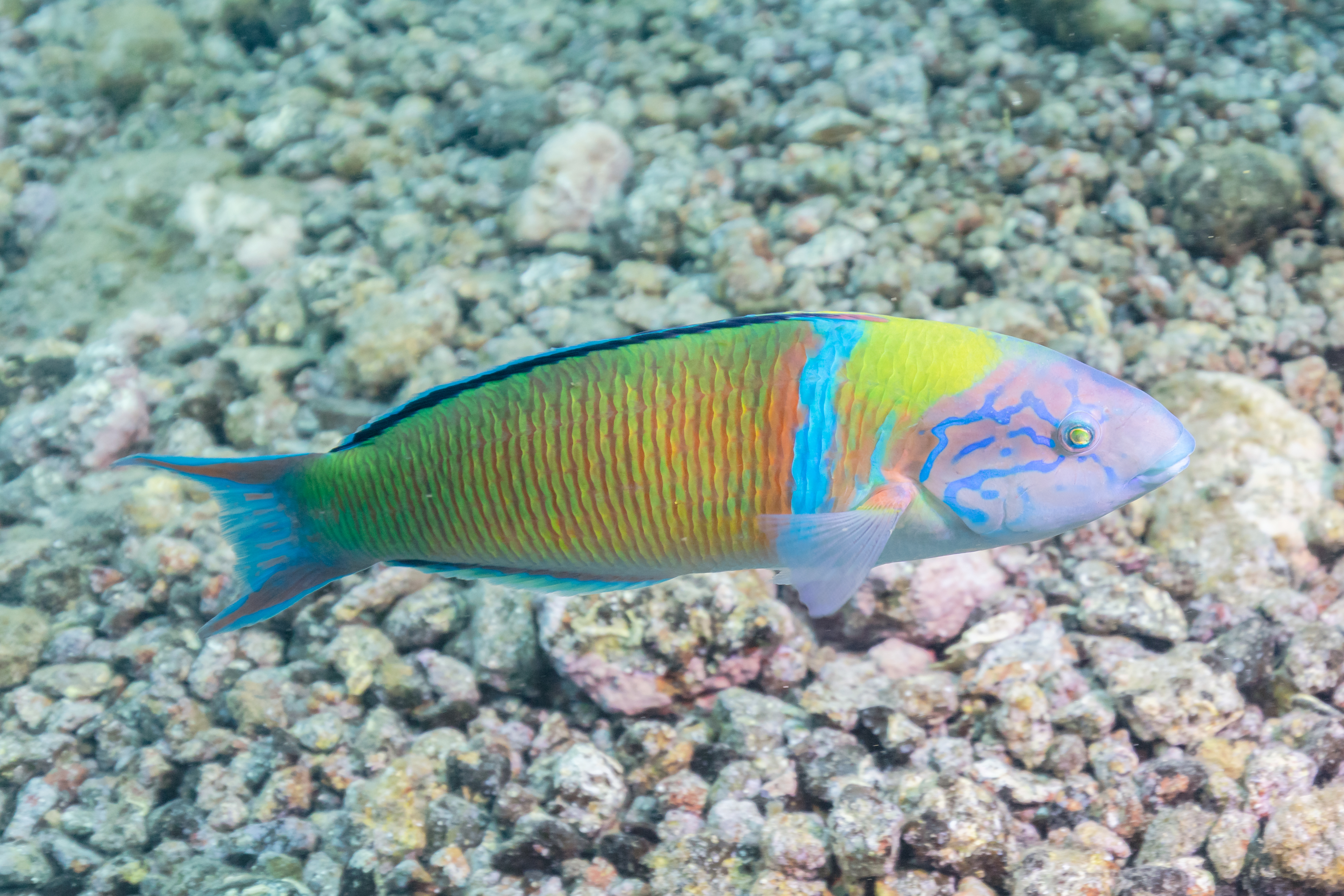